# Birdy (альбом Пітера Гебріела)
Birdy (з англ. - "пташка") — це перший саундтрек англійського співака та композитора Пітера Гебріела до однойменного фільму Алана Паркера, виданий у 1985 році, а також його перша спільна робота з музичним продюсером Даніелем Лануа. Альбом згодом був перевиданий у 2002 році.
Більшість інструментальних творів склали композиції,що вже раніше були використані композитором у перших чотирьох альбомах. Саундтрек повністю інструментальний.
Альбом містить треки записані в різних музичних жанрах, а саме: ембієнт, хард-рок, прогресивний рок, експериментальний рок.

## Історія створення
Алана Паркера з Пітером Гебріелом вперше познайомив Джил Фрізен (директор A&M Records). Коли вони зустрілись для обговорення спільної роботи, Паркер вже закінчив зйомки фільму та експериментував з уривками музики Гебріела з його сольних альбомів, особливо з ударними ритмами. Гебріел в цей час працював з Девідом Геффеном, тож Паркер зателефонував йому порадитись чи зміг би він "запозичити" Гебріела для написання саундтреку. Девід Геффен сказав: "удачі, але я ніколи не отримував саундтрек вчасно, щоб відповідати кінцевому терміну кінофільмів, бо Пітер рухається в своєму власному темпі." Таким чином починалась спільна робота Гебріела та Паркера над музикою до фільму "Birdy".

## Список композицій[3]
Весь музичний матеріал створений безпосередньо Пітером Гебріелом.

### Перша сторона
1. «At Night»
2. «Floating Dogs»
3. «Quiet and Alone»
4. «Close Up» (запозичено з композиції «Family Snapshot»)
5. «Slow Water»
6. «Dressing the Wound»

### Друга сторона
1. «Birdy's Flight» (запозичено з композиції «Not One of Us»)
2. «Slow Marimbas»
3. «The Heat» (запозичено з композиції «The Rhythm of the Heat»)
4. «Sketch Pad With Trumpet and Voice»
5. «Under Lock and Key» (запозичено з композиції «Wallflower»)
6. «Powerhouse at the Foot of the Mountaine» (запозичено з композиції «San Jasinto»)

## Учасники запису
- Пітер Гебріел — вокал, клавішні
- Джон Хессел — труба
- Ларі Фест — клавішні
- Тоні Левін — бас-гітара, контрабас, бек-вокал
- Джеррі Маротта — барабани, перкусія
- Девід Роудс — гітара, бек-вокал
- Менні Еліас — барабани
- Морріс Перт — барабани, перкусія
- Джон Гіблін — контрабас, бас-гітара

## Цікаві факти
Титульна сторінка альбому містить запис «Warning: This record contains recycled materials.» («Увага: цей запис містить перероблені матеріали»).
Частина композиції "Birdy's Flight" була використана у фільмі "Світле майбутнє" режисера Джона Ву.